# 순천삼산중학교
순천삼산중학교(順天三山中學校)는 대한민국 전라남도 순천시 해룡면 신대리에 있는 공립 중학교이다.

## 학교 연혁
- 1971년 3월 1일 : 초대 김해석 교장 취임
- 1971년 3월 5일 : 순천삼산중학교 개교(순천시 매산큰길 23)
- 2020년 3월 1일 : 학교 이전(순천시 해룡면 매안로 84)
- 2023년 9월 1일 : 제20대 최영주 교장 부임
- 2025년 1월 10일 : 제54회 졸업 261명(총 졸업생 수 23,895명)
- 2025년 3월 4일 : 2025학년도 입학식(270명)

## 참고 자료
- 순천삼산중학교 - 한국교육학술정보원 학교알리미